# OR4M1
OR4M1 (англ. Olfactory receptor family 4 subfamily M member 1) – білок, який кодується однойменним геном, розташованим у людей на короткому плечі 14-ї хромосоми. Довжина поліпептидного ланцюга білка становить 313 амінокислот, а молекулярна маса — 35 488.
| 10         |  | 20         |  | 30         |  | 40         |  | 50         |
| ---------- |  | ---------- |  | ---------- |  | ---------- |  | ---------- |
| METANYTKVT |  | EFVLTGLSQT |  | REVQLVLFVI |  | FLSFYLFILP |  | GNILIICTIR |
| LDPHLTSPMY |  | FLLANLALLD |  | IWYSSITAPK |  | MLIDFFVERK |  | IISFGGCIAQ |
| LFFLHFVGAS |  | EMFLLTVMAY |  | DRYAAICRPL |  | HYATIMNRRL |  | CCILVALSWM |
| GGFIHSIIQV |  | ALIVRLPFCG |  | PNELDSYFCD |  | ITQVVRIACA |  | NTFPEELVMI |
| CSSGLISVVC |  | FIALLMSYAF |  | LLALLKKHSG |  | SGENTNRAMS |  | TCYSHITIVV |
| LMFGPSIYIY |  | ARPFDSFSLD |  | KVVSVFHTVI |  | FPLLNPIIYT |  | LRNKEVKAAM |
| RKVVTKYILC |  | EEK        |  |            |  |            |  |            |

A: Аланін

C: Цистеїн

D: Аспарагінова кислота

E: Глутамінова кислота

F: Фенілаланін

G: Гліцин

H: Гістидин

I: Ізолейцин

K: Лізин

L: Лейцин

M: Метіонін

N: Аспарагін

P: Пролін

Q: Глутамін

R: Аргінін

S: Серин

T: Треонін

V: Валін

W: Триптофан

Кодований геном білок за функціями належить до рецепторів, g-білокспряжених рецепторів, білків внутрішньоклітинного сигналінгу. 
Локалізований у клітинній мембрані, мембрані.